# Ilha de Jurong
A ilha de Jurong (em chinês: 裕廊岛; em malaio: Pulau Jurong) é uma das 63 ilhas de Singapura. É uma ilha artificial  construída no estreito de Singapura ao sul e ao norte fica o Selat Jurong.E é uma ilha destinada a indústrias.
Formou-se pela fusão de várias ilhas, entre elas Pulau Ayer Chawan, Pulau Ayer Merbau, Merlimau Pulau, Pulau Pesek, Pulau Pesek Kecil, Sakra Pulau e Seraya Pulau.